# Duo Leroy-Moubarak
Le duo Anthony Leroy (violoncelle) et Sandra Moubarak (piano) est un duo français de musique classique.

## Biographie
Anthony Leroy commence l'apprentissage du violoncelle à l’âge de 8 ans au conservatoire national de région d'Amiens dans la classe d’Élisabeth Beaussier. Il étudiera ensuite à Laon avec Marc-Didier Thirault et avec Guy Besnard dans le conservatoire du 10e arrondissement de Paris. En 1993 il intègre le Conservatoire national supérieur de musique de Paris dans la classe de Roland Pidoux et obtient un premier Prix en 1996. 
De 1998 à 2000, il intègre le cycle de perfectionnement de violoncelle dans la classe de Philippe Muller, c’est sous sa direction qu’il obtiendra plusieurs prix dans différents concours internationaux (Antonio Janigro à Zaghreb, Concours de Lausanne...)    
Originaire d’Amiens, Sandra Moubarak commence ses études de piano au conservatoire national de région d'Amiens puis au conservatoire national de région de Paris avec Billy Eidi, avant de rejoindre la Hochschule der Künste de Berlin avec Pascal Devoyon. Elle suit un cycle de perfectionnement en musique de chambre au Conservatoire national supérieur de musique de Paris.
En duo à partir de 1998, ils poursuivent un cycle de perfectionnement en musique de chambre au Conservatoire national supérieur de musique de Paris, dans les classes de Christian Ivaldi, Alain Meunier et Ami Flammer.
Le duo est régulièrement programmé sur les ondes de France Musique, Radio Classique, RTL, France Inter et ont fait l'objet de documentaires sur Mezzo et La Cinq ainsi que de reportages sur France 3 Picardie,
En 2010, le duo participe à l’élaboration de la musique du film de Lola Doillon Contre toi et participe en tant que conseillers artistiques et interprètes à un documentaire-fiction sur « La musique retrouvée de Marcel Proust » pour France Télévision. 
Le duo Anthony Leroy et Sandra Moubarak est représenté par l'agence Musica Médicis et fait partie de l'Association Musique en Utopia. 

## Récompenses
Le duo remporte plusieurs Prix aux Concours Internationaux de Zagreb et de Lausanne, puis, en 2000 au Concours International Maria Canals de Barcelone, dont ils sont les plus jeunes participants, alors âgés respectivement de 22 et 23 ans. Cela leur vaut d’être alors sélectionnés par l’AFAA pour sa série « Déclic » (soutenue par la Fondation BNP-Paribas). Depuis janvier 2004, le duo est lauréat de la Fondation d’Entreprise Groupe Banque Populaire. 
Interprètes de Félix Mendelssohn-Bartholdy, Claude Debussy et Johannes Brahms,entre autres, leur deuxième disque, consacré à Mendelssohn est couronné en 2004 Diapason d'Or de l’année, il est également consacré Choc du Monde de la Musique, Coup de Cœur Piano Magazine et Sélection Arte.

## Concerts et festivals
Le duo Anthony Leroy et Sandra Moubarak est invité dans de prestigieux festivals en France et à l'international (Festival de La Roque-d'Anthéron, Folle Journée de Nantes, Tokyo, Festival de Radio-France et Montpellier Languedoc-Roussillon, Festival de Grenade, Flâneries Musicales de Reims, Festival de Fénétrange, Moments Musicaux de l’Hermitage, Musée d'Orsay, Festival de Musique de Chambre de Kuhmo en Finlande…) ainsi qu’au Royaume-Uni, aux Pays-Bas, en Irlande en Amérique du Sud, Espagne, Belgique, Afrique du Nord...
Le duo assume la direction artistique du Festival de Saint-Riquier en Baie de Somme en 2011, 2012 et 2013
En 2013, il participe au "Concert pour la fin du monde" au Musée du Quai Branly en partenariat avec Arte. Ils ont récemment donné un concert au Musée des Avelines à St Cloud dans le cadre de l'exposition "Trait d'union" et sont en train de créer le spectacle "la fabrique du visage" à la Maison de la Culture d'Amiens, en lien avec la création de l'Institut Faire Faces (IFF) du Professeur Bernard Devauchelle avec la complicité de Nicolas Henry et le soutien du Lion’s Club d’Amiens.

## Discographie
- « Marcel Proust le musicien », livre-disque - Claude Debussy, Gabriel Fauré, César Franck (compositeurs), Sandra Moubarak (interprète) CD album. 2 volumes - paru le 28 novembre 2011 - Decca - Universal Music[18],[19]
- Johannes Brahms, Sonates pour violoncelle et piano opus 38 et 99 - Anthony Leroy (violoncelle), Sandra Moubarak (piano) CD album - paru le 22 février 2007 – Zig-Zag Territoires
- Anton Rubinstein, Sonates pour violoncelle et piano - Anthony Leroy (violoncelle), Sandra Moubarak (piano) CD album - paru le 9 mars 2006 - Zig-Zag Territoires
- Felix Mendelssohn, Sonates pour violoncelle et piano no 1 et no 2 - Anthony Leroy (violoncelle), Sandra Moubarak (piano) CD album - paru le 30 janvier 2004 - Variations concertantes, opus 17 - Zig-Zag Territoires
- Anton Rubinstein, Sonates pour violoncelle et piano N°1, opus 18 et N°2, opus 39 - Friederike van der Linden (compositeur), Anthony Leroy (Violoncelle), Sandra Moubarak (piano) CD album - Paru le 24 mai 2002 - Mélodie, opus 3 N°1 transcrite pour violoncelle et piano - violoncelle Luc Muselet - Zig-Zag Territoires

## Collaborations artistiques
Désireux de collaborer avec des artistes de différentes disciplines, le duo Anthony Leroy et Sandra Moubarak a récemment collaboré avec deux artistes photographes Nicolas Henry  et Floriane de Lassée. Anthony Leroy et Sandra Moubarak ont également travaillé en association avec le réalisateur Marc Obin, la metteur en scène Juliette Deschamps, les actrices Zoé Felix  et Romane Bohringer, Michael Lonsdale, Didier Sandre etc.

## Actions culturelles et éducatives
Anthony Leroy et Sandra Moubarak sont parrains culturels de l’académie d’Amiens en 2011 et 2012.
Dans ce cadre ils participent à de nombreuses actions culturelles dans les établissements de l'Académie, mettent en place un parcours éducatif et artistique en partenariat avec la DAAC (Délégation Académique à l'Action Culturelle) et collaborent, avec Étienne Klein, à des rencontres "Musique et science".